# Judo na Letnich Igrzyskach Olimpijskich 1980
Judo na Letnich Igrzyskach Olimpijskich 1980 w Moskwie, odbyło się w dniach 27 lipca – 2 sierpnia 1980 w Hali Sportowej „Łużniki”. Startowali wyłącznie mężczyźni w 8 kategoriach wagowych (-60 kg, -65 kg, -71 kg, -78 kg, -86 kg, -95 kg, +95 kg oraz w kategorii „otwartej” – open).

## Medaliści
| Kat. wagowa             |                           |                     |                                          |
| ----------------------- | ------------------------- | ------------------- | ---------------------------------------- |
| Waga ekstralekka −60 kg | Thierry Rey (FRA)         | José Rodríguez      | Arambij Jemiż Tibor Kincses              |
| Waga półlekka −65 kg    | Nikołaj Sołoduchin        | Cendijn Damdin      | Ilijan Nedkow Janusz Pawłowski           |
| Waga lekka −71 kg       | Ezio Gamba (ITA)          | Neil Adams (GBR)    | Rawdangijn Dawaadalaj Karl-Heinz Lehmann |
| Waga półśrednia −78 kg  | Szota Chabareli           | Juan Ferrer         | Harald Heinke Bernard Tchoullouyan (FRA) |
| Waga średnia −86 kg     | Jürg Röthlisberger (SUI)  | Isaac Azcuy         | Detlef Ultsch Aleksandrs Jackēvičs       |
| Waga półciężka −95 kg   | Robert Van de Walle (BEL) | Temur Chubuluri     | Dietmar Lorenz Henk Numan (HOL)          |
| Waga ciężka +95 kg      | Angelo Parisi (FRA)       | Dimityr Zaprjanow   | Radomir Kovačević Vladimír Kocman        |
| Kategoria Open          | Dietmar Lorenz            | Angelo Parisi (FRA) | Arthur Mapp (GBR) András Ozsvár          |

Uwaga: Obok zawodników występujących pod flagą olimpijską dodano w nawiasach kod państwa, gdyż ze względu na „bojkot igrzysk” związany z inwazją sowiecką na Afganistan, 14 państw z Europy oraz 1 państwo z Ameryki Centralnej (Portoryko) w ramach protestu wystąpiło pod tęże flagą.
Oznaczenia:
FRA – Francja
ITA – Włochy
GBR – Wielka Brytania
SUI – Szwajcaria
HOL – Holandia
BEL – Belgia.

## Tabela medalowa
| Poz. | Państwo         |   |   |   | Łącznie |
| ---- | --------------- | - | - | - | ------- |
| 1    | ZSRR            | 2 | 1 | 2 | 5       |
| 2    | Francja         | 2 | 1 | 1 | 4       |
| 3    | NRD             | 1 | 0 | 4 | 5       |
| 4    | Belgia          | 1 | 0 | 0 | 1       |
| 4    | Włochy          | 1 | 0 | 0 | 1       |
| 4    | Szwajcaria      | 1 | 0 | 0 | 1       |
| 7    | Kuba            | 0 | 3 | 0 | 3       |
| 8    | Bułgaria        | 0 | 1 | 1 | 2       |
| 8    | Wielka Brytania | 0 | 1 | 1 | 2       |
| 8    | Mongolia        | 0 | 1 | 1 | 2       |
| 11   | Węgry           | 0 | 0 | 2 | 2       |
| 12   | Czechosłowacja  | 0 | 0 | 1 | 1       |
| 12   | Holandia        | 0 | 0 | 1 | 1       |
| 12   | Polska          | 0 | 0 | 1 | 1       |
| 12   | Jugosławia      | 0 | 0 | 1 | 1       |